# سوفیا هابلیتس
سوفیا هابلیتس (به انگلیسی: Sofia Hublitz) (زاده ۱ ژوئن ۱۹۹۹) بازیگر آمریکایی است.از نقش های او می‌توان به شارلوت بیرد در مجموعه تلویزیونی اوزارک اشاره کرد.

## تلویزیون
| سال  | عنوان       | نقش         | یادداشت                 |
| ---- | ----------- | ----------- | ----------------------- |
| 2014 | لویی        | دانیل هافمن | برای قسمت 2             |
| 2016 | هوراس و پیت | جوان سیلویا | برای 1 قسمت             |
| 2017 | اوزارک      | شارلوت بیرد | به طور منظم نقش 10 قسمت |